# Jeremy Jackson

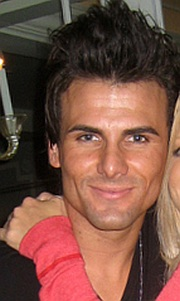
Jeremy Jackson (2006)

Jeremy Jackson Dunn (* 16. Oktober 1980 in Newport Beach, Kalifornien) ist ein US-amerikanischer Schauspieler und Sänger.

## Lebenslauf
Jeremy Jackson wurde mit seiner vier Jahre jüngeren Schwester Taylor Valentine von ihrer Mutter Jolanna erzogen. Ihr Vater hatte die Familie verlassen. Als Kind litt er unter Dyslexie und hatte in der Schule deswegen oft Probleme. Seine Filmkarriere begann im Alter von 10 Jahren, 1990, in der in den USA sehr erfolgreichen Fernsehserie California Clan. International wurde er durch seine Rolle als Hobie Buchannon in der Serie Baywatch – Die Rettungsschwimmer von Malibu bekannt, die er 1991 von Brandon Call übernahm. Nach dem zunächst ausbleibenden Erfolg der 1989/90 gedrehten 1. Staffel übernahm Hauptdarsteller David Hasselhoff selbst die Produktion und änderte im Zuge dessen auch die Besetzung dieser Rolle.
In den Jahren 1992, 1993 und 1994 war Jackson jeweils für einen Young Artist Award nominiert, erhielt die Auszeichnung jedoch nie. Nach Baywatch wurde es zunächst ruhig um Jackson, in den Jahren 2004 und 2005 wirkte er jeweils in einem Film mit.
Im Alter von 17 Jahren und 18 Jahren wurde er wegen Drogenbesitzes verhaftet. Jackson nahm an der 5. Staffel der Reality-TV-Show Celebrity Rehab with Dr. Drew teil und ließ sich während eines Drogenentzuges begleiten.
Derzeit tanzt er bei den Chippendales mit.

## Diskografie
Alben
- 1994: Number One
- 1995: Always

Singles
- 1994: You Can Run
- 1995: French Kiss

## Filmografie (Auswahl)
- 1991–1999: Baywatch – Die Rettungsschwimmer von Malibu (Baywatch, Fernsehserie, 98 Episoden)
- 1992: Nichts für Feiglinge (The Bulkin Trail, Fernsehfilm)
- 1994: Thunder Alley (Fernsehserie, 2 Episoden)
- 2003: Baywatch – Hochzeit auf Hawaii (Baywatch – Hawaiian Wedding, Fernsehfilm)
- 2004: Ring of Darkness (Fernsehfilm)
- 2005: Expose